# 翟文賁
翟文賁，山東青州府益都縣人，清朝政治人物、進士出身。

## 生平
明崇禎十五年（1642年）壬午科山東鄉試舉人。清順治三年（1646年），登二甲進士，授刑部主事，后升任郎中，官至浙江提学佥事、布政司参议、诰授通议大夫，后被閩浙總督劉清泰彈劾。